# Бассиль, Рай
Рай Бассиль (араб. راي باسيل‎; 20 октября 1988 года) — ливанский стрелок, выступающая в дисциплине трап. Участница двух Олимпиад, победительница этапа Кубка мира по стендовой стрельбе.

## Карьера
Спортивную карьеру Рай Бассиль начала в 2006 году. Год спустя, на чемпионате мира по стендовой стрельбе в Никосии завоевала бронзовую медаль в соревновании юниорок.
В 2009 году стала вице-чемпионкой Азии в трапе, проиграв два выстрела лишь призёру двух Олимпиад китаянке Гао Э.
На Олимпийских играх дебютировала в 2012 году в Лондоне. Там выступала в дисциплине «трап». В квалификационном раунде Рай поразила 64 мишени из 75 и заняла 18-е место, опередив четырёх спортсменок.
В Олимпийском сезоне 2016 года ливанская спортсменка одержала первую в карьере победу (на этапе в Никосии), а ещё дважды занимала второе место (в том числе и на олимпийском стрельбище в Рио-де-Жанейро). Однако на Олимпийских играх Бассиль выступила неудачно — из 75 выстрелов она допустила 10 промахов и заняла 14-е место, не пробившись в полуфинальный раунд.